# Yorgos Kypris
Yorgos Kypris (en griego: Γιώργος Κυπρής) es un escultor de Chipre, nacido el año 1954.

## Vida y obra
Kipris nació el año 1954 en Nicosia donde pasó su infancia. Estudió arte en Atenas y cerámica en Faenza, Italia. 
En 1998 participó en la Manifesta 2, celebrada en Luxemburgo.
Vive y trabaja en Atenas, Grecia, donde está representado por la Galería Scala.
Una de sus esculturas que representa un banco de peces, está expuesta en el edificio central del Banco Mundial de Washington D. C..